# Бранденбургские ворота (Калининград)
Бранденбу́ргские воро́та (нем. Brandenburger Tor) — одни из восьми сохранившихся городских ворот Калининграда. Расположены у окончания улицы Багратиона, переходящей далее в улицу Суворова (бывшая Берлинская), на границе исторического городского района Хаберберг.
Бранденбургские ворота — единственные городские ворота Калининграда, до сих пор использующиеся по прямому назначению.

## История

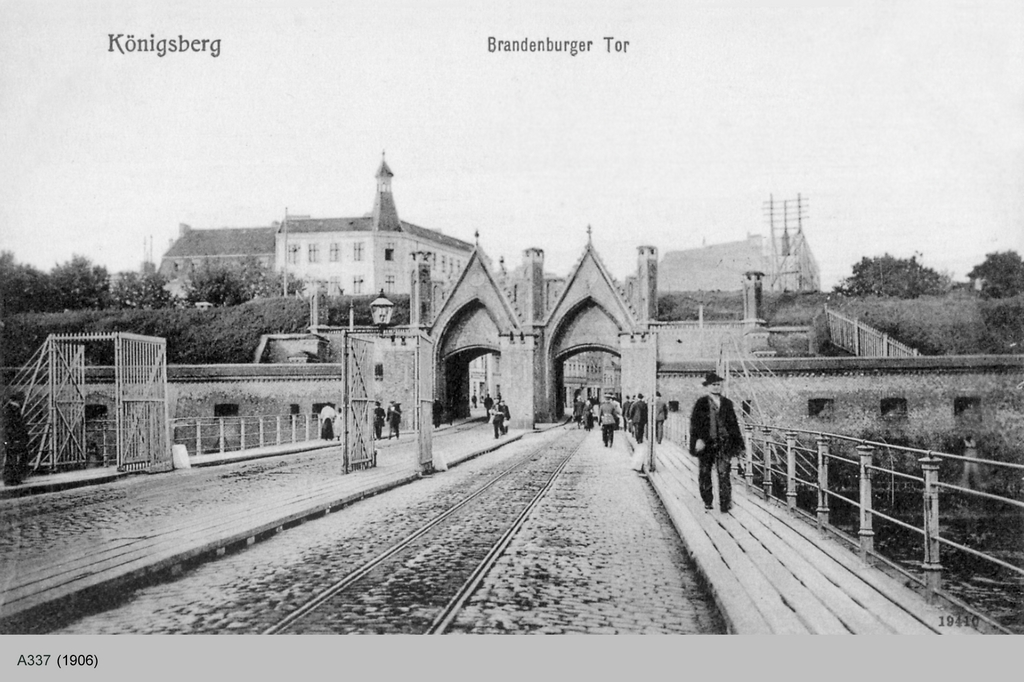
Бранденбургские ворота в 1906 году

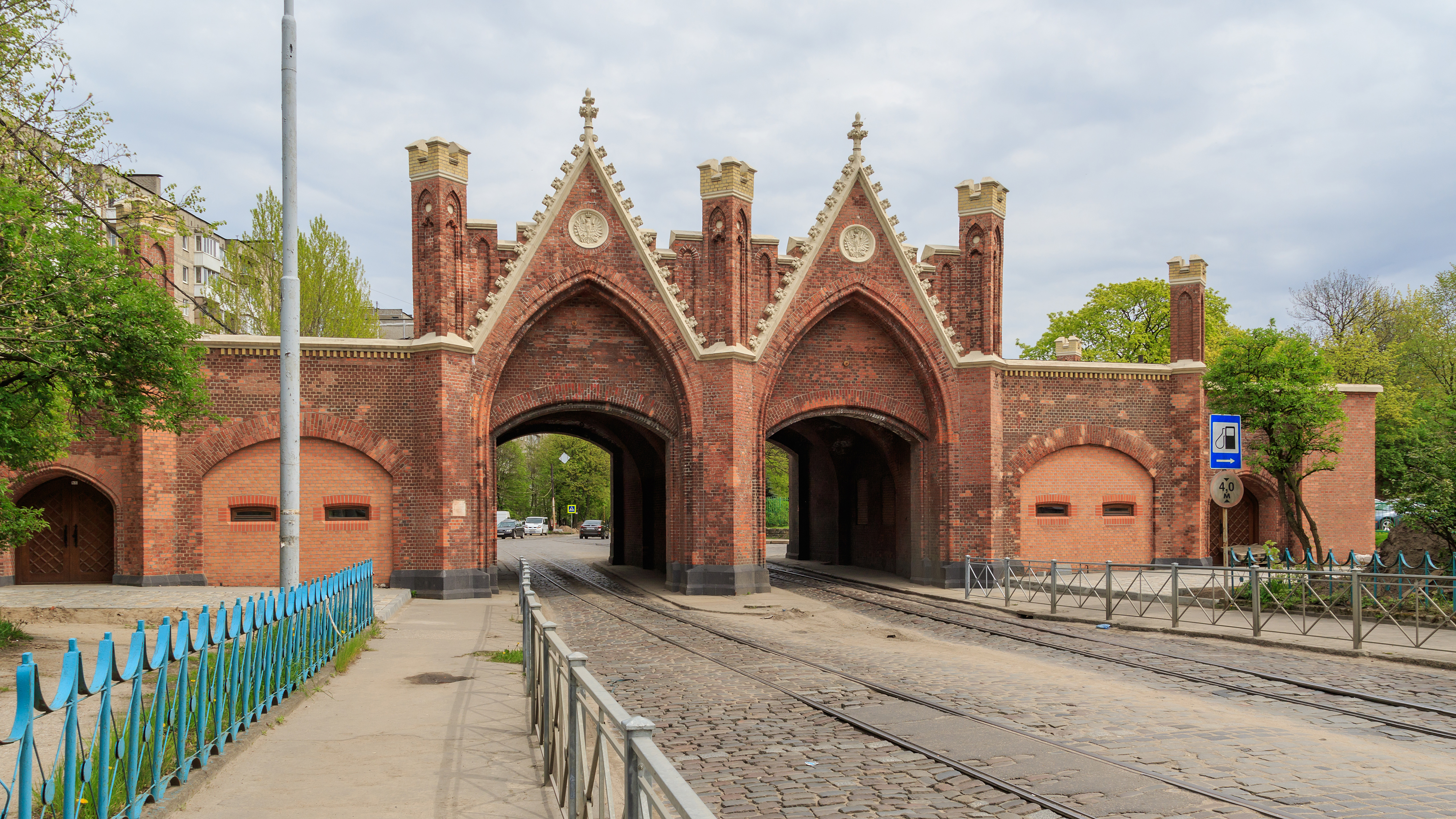
Бранденбургские ворота, западная сторона

Бранденбургские ворота были выстроены в Кёнигсберге в 1657 году на юго-западном участке Первого вального укрепления при пересечении его с дорогой, ведущей к замку Бранденбург (ныне пос. Ушаково). Из-за отсутствия денежных средств и соответствующего проекта строители ограничились возведением деревянных ворот, поставленных под крышу и упирающихся в земляной вал. Для надёжного прикрытия впереди вырыли ров и заполнили водой.
Через сто лет по распоряжению прусского короля Фридриха II обветшалое строение было сломано, и на его месте сооружена массивная кирпичная постройка с двумя просторными проездами, имеющими стрельчатое завершение. Новые прочные ворота полностью перекрыли дорогу на юг (ныне улица Суворова) и служили надежной защитой города. Толстые стены хорошо укрывали небольшой гарнизон караульных, которые размещались во внутренних казематах. Здесь также имелись служебные, подсобные, складские помещения и подъемники. Во время реставрационных работ 1843 года ворота были значительно перестроены (почти что построены заново на том же месте) и украшены остроконечными декоративными фронтонами, крестообразными цветами из песчаника, стилизованными листьями на навершиях, гербами и медальонами. На воротах установлены скульптурные портреты фельдмаршала Бойена (1771—1848), военного министра, участника проведения реформ в прусской армии; справа — генерал-лейтенанта Эрнста фон Астера (1778—1855), шефа инженерного корпуса, одного из авторов Второго вального укрепления.
Бранденбургские ворота — единственные из всех сохранившихся до наших дней кёнигсбергских ворот, выполняющие свою прежнюю транспортную функцию. Строение отреставрировано и охраняется государством как архитектурный памятник, украшающий улицу Багратиона в Калининграде.

## Архитектура
Ворота имеют два проезда. Хотя все выстроенные в середине XIX века в Кёнигсберге ворота относились к стилю неоготики, в Бранденбургских воротах готические мотивы выражены особенно ярко. Выделяются стреловидные фронтоны, которые придают низкому в сущности зданию ощущение высоты. Ворота богато украшены декоративными элементами — например, горельефами и стилизованными каменными цветками.